# Charlotte Thomson Iserbyt
Charlotte Thomson Iserbyt (1930. október 26. – 2022. február 8.) amerikai szabadúszó író, az USA oktatásügyi minisztériumának volt politikai tanácsadója Ronald Reagan elnöksége alatt, később az USA külügyminisztériumának munkatársa.

## Publikációi
Legismertebb könyve a The Deliberate Dumbing Down of America (Amerika szándékos lebutítása), amelyben bemutatja, hogy az amerikai közoktatásban tett változtatások fokozatosan és szisztematikusan kioltják a szülők vallási, morális és hazafias befolyását a gyerekekre, azért, hogy azokat a jövő kollektivista társadalmának proletárjaivá formázzák. Állítása szerint ezek a változtatások főképpen az Andrew Carnegie Foundation for the Advancement of Education oktatásreformáló alapítvány és a Rockefeller General Education Board tervei voltak, melyek részletezték a bevetendő pszichológiai módszereket és azok hatásait.

## Fordítás
- Ez a szócikk részben vagy egészben  a   Charlotte Thomson Iserbyt című angol Wikipédia-szócikk ezen változatának fordításán alapul.  Az eredeti cikk szerkesztőit annak laptörténete sorolja fel. Ez a jelzés csupán a megfogalmazás eredetét és a szerzői jogokat jelzi, nem szolgál a cikkben szereplő információk forrásmegjelöléseként.